# 費奧多羅夫區

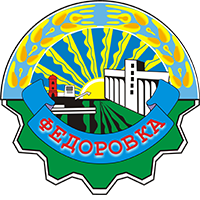

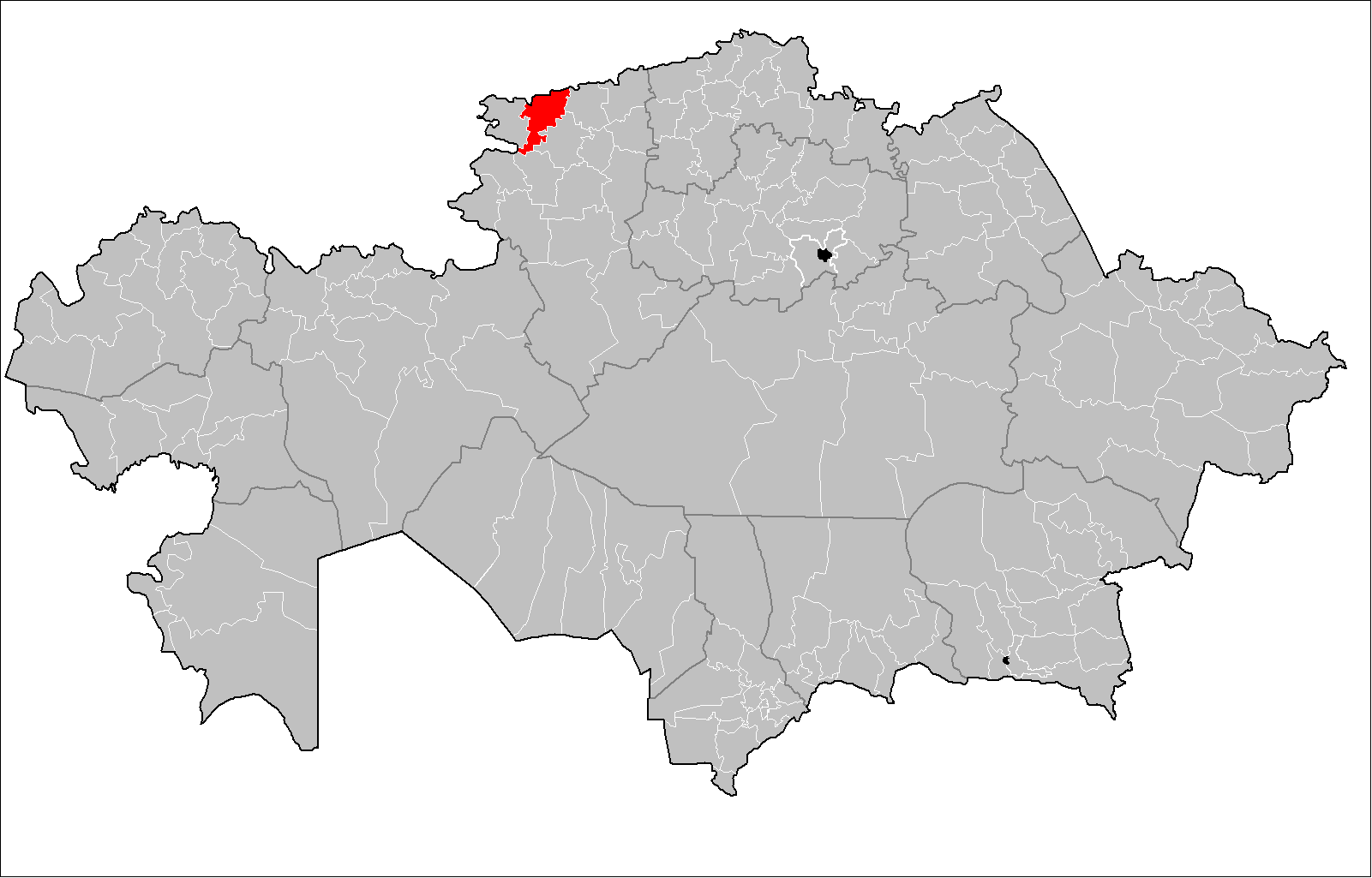

53°37′53″N 62°42′28″E / 53.63139°N 62.70778°E
費奧多羅夫區是哈薩克斯坦的行政區，位於該國北部，由庫斯塔奈州負責管轄，首府設於費奧多羅夫卡，始建於1928年，面積7,200平方公里，2016年人口26,698。